# الانتقام (فلم 2009)
الانتقام (بالإنجليزية: Vengeance) هو فيلم أكشن من إخراج جيمس تو وبطولة جوني هوليداي، أنتوني وونغ، جوردون لين، لام سويت، سيمون رن وسيلفي تيستو.

## وصلات خارجية
- مقالات تستعمل روابط فنية بلا صلة مع ويكي بيانات